# دانيال هاردي
دانيال هاردي (بالإنجليزية: Daniel Hardy)‏ هو كاتب سيناريو أمريكي، ولد في 7 سبتمبر 1987 في أنكوريج في الولايات المتحدة.

## وصلات خارجية
- دانيال هاردي على موقع مرجع كرة القدم المحترفة.كوم (الإنجليزية)